# Вольта-Мантована
Вольта-Мантована (італ. Volta Mantovana) — муніципалітет в Італії, у регіоні Ломбардія, провінція Мантуя.
Вольта-Мантована розташована на відстані близько 410 км на північ від Рима, 120 км на схід від Мілана, 21 км на північний захід від Мантуї.
Населення — 7399 осіб (2014).
Щорічний фестиваль відбувається 22 липня. Покровитель — Santa Maria Maddalena.

## Демографія
Населення за роками:

Станом на 1 січня 2023 року в муніципалітеті офіційно проживало 626 іноземців з 46 країн, серед них 135 громадян країн Євросоюзу та 10 громадян України.

## Сусідні муніципалітети
- Кавріана
- Гоїто
- Марміроло
- Монцамбано
- Валеджо-суль-Мінчіо